# Ministério do Trabalho, Solidariedade e Segurança Social
O Ministério do Trabalho, Solidariedade e Segurança Social (MTSSS) é o departamento do Governo de Portugal responsável pelas áreas do emprego, formação profissional e condições de trabalho e que tem por missão a definição, promoção e execução de políticas de solidariedade e segurança social, combate à pobreza e à exclusão social, apoios à família e à natalidade, a crianças e jovens em risco, a idosos, à inclusão de pessoas com deficiência, de promoção do voluntariado e de cooperação activa e partilha de responsabilidades com as entidades da Economia Social. Foi criado no XXI Governo, no qual o ministro titular da pasta era José António Vieira da Silva. No atual XXIV Governo, a titular da pasta é Maria do Rosário Palma Ramalho

## Secretarias de estado
O MTSSS engloba três secretarias de estado:
- Secretário de Estado da Segurança Social
- Secretária de Estado da Ação Social e da Inclusão
- Secretário de Estado do Trabalho